# Polyommatus nigrocuneata
Polyommatus nigrocuneata är en fjärilsart som beskrevs av Lacreuze 1909. Polyommatus nigrocuneata ingår i släktet Polyommatus och familjen juvelvingar. Inga underarter finns listade i Catalogue of Life.